# Tom Mann
Tom Mann, född 15 april 1856 i Longford vid Coventry, död 13 mars 1941, var en brittisk arbetarledare.

## Uppväxt
Mann började vid nio års ålder sin bana som kroppsarbetare, var från 11 till 14 års ålder gruvarbetare samt därefter mekanisk arbetare först i Birmingham, sedan i London.

## Politisk karriär
Mann tog från 1881 livlig del i fackföreningsrörelsen, gjorde sig känd som folktalare och blev 1889 i ett slag ryktbar som organisatör av den stora dockarbetarstrejken i London. Han blev sedan ordförande i dockarbetarnas förening ("Dockers' Union").
Han anslöt sig 1885 till socialisterna, men tillsammans med Keir Hardie deltog han 1893 i grundandet av Independent Labour Party och uppställdes tre gånger utan framgång som parlamentskandidat.
Mann företog under 1890-talet vidsträckta resor som agitator för och organisatör av en internationell sjömanssammanslutning. Därunder blev han bland annat arresterad i Hamburg (1896) och utvisad från Paris samt besökte 1897 även de nordiska länderna.
Mann utvandrade 1901 till Australien och blev under sin agitatorsverksamhet där ett par gånger häktad. Återkommen till hemlandet 1910 bedrev han som ordförande för Industrial Syndicalist Education League i tal och skrift syndikalistisk agitation samt dömdes i maj 1912 till fängelsestraff för uppmaning till militär (under den stora kolstrejken samma år) att begå insubordinationsbrott. Han var 1918–21 generalsekreterare för det stora fackförbundet Amalgamated Society of Engineers och var även president i International Transport Workers' Federation.

### I Sverige
På inbjudan av Sveriges Arbetares Centralorganisation (SAC) - den då relativt nybildade svenska syndikalistiska organisationen - höll Mann i början av hösten 1912 en Sverigeturné om femton föredrag (i bland annat Malmön, Västerås, Billesholm, Helsingborg och Malmö) inför totalt ca 5000 åhörare. Två av mötena förbjöds av de lokala myndigheterna - de i Malmön och Göteborg - men mötet i Malmön kunde hållas ändå eftersom den stora närvaron av stenarbetare gjorde att den lokala ordningsmakten lät bli att ingripa. Mann tolkades under turneń av Johan Sandgren.